# Turlough Carolan

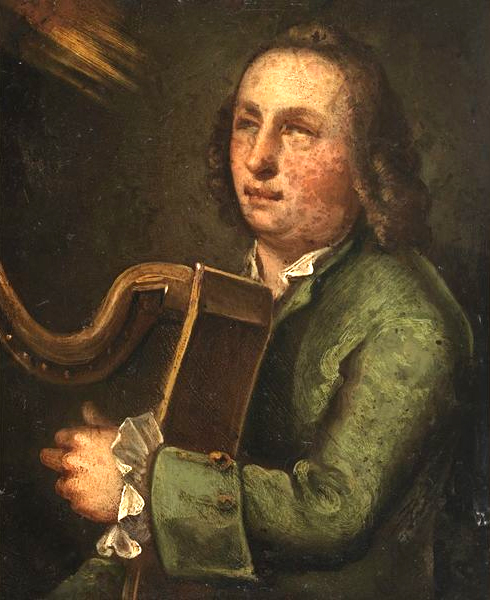
Retrato de Toirdhealbhach Ó Cearbhalláin, obra de R.B. Armstrong. "The Irish and Highland Harps", Edimburgo, David Douglas, 1904.

Toirdhealbhach Ó Cearbhalláin (Meath, 1670 – Roscommon, 25 de marzo de 1738) fue un músico ambulante, arpista y cantante ciego considerado por algunos como el mayor compositor irlandés, el músico nacional y el último bardo. 
Turlough Carolan, Turlough Ó Carolan y Turlough O'Carolan son formas anglicanizadas del irlandés original.
Se dice que ocurría con frecuencia demorarse el comienzo de una boda o de un funeral hasta que llegase Carolan para ponerle música.
Ciertamente, Ó Cearbhalláin fue uno de los últimos arpistas profesionales y, al parecer, el último compositor de gran talla en ese campo antes del resurgir del arpa céltica.
Ya desaparecido Ó Cearbhalláin, se celebró en 1792 el Festival de Arpa de Belfast, acontecimiento que duró tres días y que se había organizado con el fin de contribuir a la preservación de la música de arpa a petición de la Asociación de Arpistas de Belfast. A este certamen acudieron diez arpistas del país y uno de Gales, pero no hay constancia de que alguno de ellos fuera compositor. 
En algunas piezas de Ó Cearbhalláin se advierte el influjo estilístico de la música barroca continental; otras, como "El adiós de Ó Cearbhalláin a la música" ("Carolan's Farewell to Music"), son eco de una arpística gaélica mucho más antigua.
En vida, Ó Cearbhalláin no fue célebre por sus dotes de instrumentista, sino por su sentido melódico y por sus numerosas composiciones musicales y poéticas. Favorecidas por ese resurgimiento del arpa en los países célticos en los años 70, las melodías de Ó Cearbhalláin que se han conservado todavía se tocan hoy en día.

## Biografía
Turlough Carolan nació en 1670 cerca de Nobber (en irlandés "an Obair", "La Obra", refiriéndose al foso que rodea un castillo normando), un pueblo en el norte de la provincia de Meath.
Cuando tenía 14 años, su familia se asentó en Ballyfarnan (en irlandés, "Béal Átha Fearnáin", "Boca del vado de los alisos"), en la provincia de Roscommon, donde su padre entró al servicio de la casa Alderford ("Vado del aliso" también), de la familia MacDermott Roe. La señora MacDermott dio una educación al muchacho, que mostraba su talento poético ya a esa edad temprana. 
La viruela lo dejó ciego cuando tenía 18 años, y entonces la señora MacDermott se encargó de su protección e hizo por que aprendiera a tocar el arpa con un buen maestro: Turlough estudió el instrumento durante tres años, y después, con 21 de edad, tomó montura y lazarillo que le fueron proporcionados y se fue a recorrer Irlanda de punta a punta componiendo canciones para la nobleza; según se dice, practicaría el oficio de arpista ambulante durante 50 años. 
Carolan era una persona alegre y sociable, amante de la broma y del juego del chaquete, pero, como era costumbre entre los arpistas, le gustaba beber, y montaba en cólera con facilidad.
En 1720, a los 50 años, se casó con Mary Maguire. El primer hogar que tuvieron era una pequeña granja cerca de Mohill (en irlandés, "Maothail"), una ciudad de la provincia de Leitrim (ir.: "Liatroma"). Tuvieron seis hijas y un hijo. 
Mary murió en 1733, cinco años antes que Turlough.
En 1738, Turlough Carolan, enfermo, acudió a la casa de su primera amiga, la señora MacDermott, que lo cuidaría hasta su muerte el 23 de marzo.

## La música de Carolan
Carolan compuso canciones y también piezas instrumentales para arpa. Músico y poeta, Carolan, en contraposición a la práctica de la época en Irlanda, acostumbraba a idear la música antes que la letra. No obstante, daba más importancia a la poesía que a la música.
Al parecer, todas sus canciones comenzaban con el primer compás en inglés y seguían con el resto en irlandés. En su mayoría estaban dedicadas a alguna persona o trataban sobre ella: así, escribió numerosas piezas en homenaje a sus anfitriones y a sus mecenas; algunas de estas composiciones llevan como título "planxty" a este señor o al otro. El término ha sido tomado por un grupo irlandés de música de raíz como su nombre. La palabra en cuestión solo aparece en cuatro títulos en las fuentes próximas a los días de Carolan, y solo una vez en una letra de una canción. 
De las canciones que han llegado hasta nuestros días, muchas carecen de la letra, y aquellas que la tienen es solo en parte. Tal vez sea éste uno de los motivos de que las letras de Carolan rara vez se oigan y de que a menudo se cuestione su calidad, mientras que las melodías sí son ampliamente conocidas y apreciadas. 
Muchas de las melodías cuya autoría se le atribuye forman parte de una tradición más antigua, solo que él las mejoraba, las ampliaba o ambas cosas.

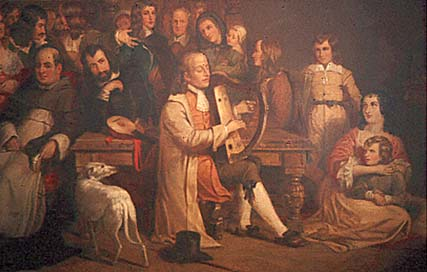
Retrato de Turlough Carolan. Pintura de J.C. Trimball. 1844.

Combinó las dos grandes corrientes musicales de la época, la clásica y la popular, dejándose influir por una y por otra. En sus composiciones, incorporaba elementos de la música barroca, fuera la de Antonio Vivaldi o la de Arcangelo Corelli. El músico y folklorista Edward Bunting (1773–1843) opinaba en el prefacio a su tercera y última colección de "The Ancient Music of Ireland", la de 1840, que la música irlandesa a partir de la época de Carolan estaba infectada de música italiana, por estar muy de moda ese estilo continental entre los compositores, y que el bardo Turlough Carolan, aun siendo un maravilloso compositor, era particularmente hábil en la incorporación de esa música foránea en sus composiciones.
Carolan fue un gran admirador de Francesco Geminiani, al que conoció durante una de las visitas que hizo éste a Dublín en 1734 y en 1737. Según la tradición oral, en una de esas ocasiones se organizó un concurso de composición, al que Carolan presentó para competir con Geminiani una pieza conocida como "Carolan's Concerto", aunque de concierto propiamente dicho solo tiene el nombre.
De las copias antiguas de su música, tan solo nos ha llegado una en forma de colección de canciones en la que solo aparecen las líneas melódicas. No se sabe de qué modo armonizaba y acompañaba sus composiciones. 
Se le atribuye un mínimo de 220 melodías, muchas de las cuales se interpretan todavía hoy. El conjunto constituye la muestra melódica más completa de las surgidas de las tradiciones arpísticas antiguas.

## Publicaciones y ediciones
Su música se publicó por primera vez en Dublín hacia 1726: "A Collection of the Most Celebrated Irish Tunes ... ", de Neale.
Poco se sabe de la vida de sus hijos, pero sí que el varón, fallecido ya Carolan padre, publicó las obras de éste en Dublín en 1747, y se estableció en Londres como profesor de arpa.
La mayoría de las melodías de Turlough Carolan no fue publicada en su tiempo, y muchas tampoco fueron escritas entonces. La música de Carolan se transmitiría mediante el repertorio de violeros, de gaiteros y de los últimos arpistas irlandeses de la tradición, y sería recogida y publicada poco a poco a finales del s. XVIII y en el s. XIX.
Una selección sin fecha y sin título de 23 obras de Carolan se conserva en la Biblioteca Nacional de Irlanda, y se conoce como "Composiciones de Carolan" , o también "Extracto Carolan - Delaney".
Hasta 1958 no se publicó el repertorio conocido de Carolan en una sola edición, la de Donal O'Sullivan, en la que aparecen pocas letras y algunas melodías están modificadas para ajustarlas al registro agudo. 

## Composiciones destacadas
- "Carolan's Concerto"
- "Carolan's Draught"
- "Carolan's Receipt" = "Dr. John Stafford"
- "Carolan's Welcome"
- "Carolan's Ramble to Cashel"
- "Dr. John Hart, Bishop of Achonry"
- "Eleanor Plunkett"
- "Fanny Power"
- "George Brabazon"
- "Hewlett" = "Hewllett's Health" = "Huleth's Health"
- "John O’Connor" = "Planxty Connor"
- "Mrs. M(a)cDermott (Roe)" = "Princess Royal, (The)"
- "Lord Inchiquin"
- "Planxty Irwin"
- "Sí Beag Sí Mor" = "Sí Bheag, Sí Mhór"

## Lista casi completa por orden alfabético de las melodías conservadas
Algunas de las melodías aparecen más de una vez en la lista por tener asignados varios títulos.
A
- All Alive
- Athlone

B
- Banks of the Shannon
- Baptist Johnston
- Betty MacNeill
- Betty O’Brien
- Blind Mary
- Brian Maguire
- Bridget Cruise, 1st Air
- Bridget Cruise, 2nd Air
- Bridget Cruise, 3rd Air
- Bridget Cruise, 4th Air
- Bumper Squire Jones
- Bumper Squire Jones

C
- Captain Higgins
- Captain Magan
- Captain O’Kane
- Captain O’Neill
- Captain Sudley
- Carolan’s Cap
- Carolan’s Concerto
- Carolan’s Cottage
- Carolan’s Cup
- Carolan’s Devotion
- Carolan’s Dowry
- Carolan’s Draught
- Carolan’s Dream
- Carolan’s Farewell to Music
- Carolan’s Favourite Jig = Mary O’Neill
- Carolan’s Frolic
- Carolan’s Maggot
- Carolan’s Quarrel with the Landlady
- Carolan’s Ramble to Cashel
- Carolan’s Receipt = Dr. John Stafford
- Carolan’s Welcome
- Catherine Martin
- Catherine O’More
- Charles O’Conor
- Clergy’s Lamentation, The
- Cock Up Your Beaver ( véase "Variations")
- Colonel Irwin
- Colonel John Irwin
- Colonel Manus O’Donnell
- Colonel O’Hara
- Conor O’Reilly
- Constantine Maguire
- Counsellor Dillon
- Cremonea
- Cuir Do Cheann Dileas

D
- Daniel Kelly
- Dark, Plaintive Youth, The
- David Power
- Denis O’Conor, 1st Air
- Denis O’Conor, 2nd Air
- Dolly MacDonough
- Donal O’Brien
- Dr. Delany
- Dr. John Hart
- Dr. John Hart, Bishop of Achonry
- Dr. John Stafford = Carolan’s Receipt
- Dr. MacMahon, Bishop of Clogher
- Dr. O’Connor

E
- Edmond MacDermott Roe
- Edward Corcoran
- Edward Dodwell
- Eleanor Plunkett
- Elevation, The
- Elizabeth MacDermott Roe
- Elizabeth Nugent

F
- Faillte Na Miosc
- Fairy Queen, The
- Fanny Dillon
- Fanny Power
- Farewell to Lough Neaghe
- Father Brian MacDermott Roe
- Frank Palmer

G
- General Wynne
- George Brabazon, 1st Air
- George Brabazon, 2nd Air
- George Brabazon, 2nd Air
- George Reynolds
- Gerald Dillon
- Grace Nugent

H
- Henry MacDermott Roe, 1st Air
- Henry MacDermott Roe, 2nd Air
- Henry MacDermott Roe, 3rd Air
- Hewlett = Hewllett's Health = Huleth's Health
- Honourable Thomas Burke, The
- Hugh Kelly
- Hugh O’Donnell
- Huleth's Health = Hewlett = Hewllett's Health

I
- Irish Galloway Tom
- Isabella Burke

J
- James Betagh
- James Crofton
- James Daly
- James Plunkett
- John Drury, 1st Air
- John Drury, 2nd Air
- John Jameson
- John Jones
- John Kelly
- John MacDermott
- John Moore
- John Nugent
- John O’Connor = Planxty Connor
- John O’Reilly, 1st Air
- John O’Reilly, 2nd Air
- John Peyton

K
- Kean O’Hara, 1st Air
- Kean O’Hara, 2nd Air
- Kean O’Hara, 3rd Air
- Kitty Magennis

L
- Lady Athenry
- Lady Blaney
- Lady Dillon
- Lady Dillon
- Lady Gethin
- Lady Laetitia Burke
- Lady St. John
- Lady Wrixon
- Lament for Charles MacCabe
- Lament for Owen O’Rourke
- Lament for Owen Roe O'Neill = The Lamentation of Owen O'Neill
- Lament for Sir Ulick Burke
- Lament for Terence MacDonough
- Lamentation of Ireland, The
- Lamentation of Owen O'Neill, The = Lament for Owen Roe O’Neill
- Landlady, The
- Loftus Jones
- Lord Dillon
- Lord Galway’s Lamentation
- Lord Inchiquin
- Lord Louth
- Lord Massereene
- Luke Dillon

M
- Mabel Kelly
- Madam Judge = Mrs. Judge
- Maids of Derry, The = Planxty Plunkett
- Major Shanly
- Margaret Malone
- Mary O’Neill = Carolan’s Favourite Jig
- Maurice O’Connor, 1st Air
- Maurice O’Connor, 2nd Air
- Maurice O’Connor, 3rd Air
- Merry Maids of Connaught, The
- Mervyn Pratt
- Michael O’Connor, 1st Air
- Michael O’Connor, 2nd Air
- Miss Crofton
- Miss Fetherston
- Miss Goulding
- Miss MacDermott
- Miss MacMurray
- Miss Murphy
- Miss Noble
- Morgan Magan
- Mr. Malone
- Mr. O’Connor
- Mr. Waller
- Mrs. Anne MacDermott Roe
- Mrs. Bermingham, 1st Air
- Mrs. Bermingham, 2nd Air
- Mrs. Cole
- Mrs. Costello
- Mrs. Crofton
- Mrs. Delany
- Mrs. Edwards
- Mrs. Fallon
- Mrs. Farrell
- Mrs. Garvey, 1st Air
- Mrs. Garvey, 2nd Air
- Mrs. Harwood
- Mrs. Judge = Madam Judge
- Mrs. Kell
- Mrs. M(a)cDermott (Roe) = Princess Royal
- Mrs. Maxwell, 1st Air
- Mrs. Maxwell, 2nd Air
- Mrs. Nugent
- Mrs. O’Connor
- Mrs. O’Conor
- Mrs. O’Neill
- Mrs. O’Neill of Carlane
- Mrs. O’Rourke
- Mrs. Power
- Mrs. Power
- Mrs. Sterling
- Mrs. Waller

N
- Nancy Cooper, 1st Air
- Nancy Cooper, 2nd Air

O
- O’Briens of Clare
- O’Flinn
- O'Hara's Cup
- O’Reilly of Athcarne
- O’Rourke’s Feast, The
- O'Rourkes Rebel Rout
- Ode to Whiskey
- One Bottle More
- Owen O’Rourke

P
- Patrick Kelly
- Peggy Morton
- Planxty Burke
- Planxty Charles Coote
- Planxty Connor = John O’Connor
- Planxty Crilly
- Planxty Drew
- Planxty Irwin
- Planxty Judge
- Planxty Kelly
- Planxty McGuire
- Planxty O’Rourke, 1st Air
- Planxty O’Rourke, 2nd Air
- Planxty Plunkett = The Maids of Derry
- Planxty Sweeney
- Planxty Wilkinson
- Port Gordon
- Princess Royal, The

R
- Richard Cusack
- Righin Aluin Aribhinn Og
- Robert Hawkes
- Robert Jordan

S
- Seas are Deep, The
- Separation of Soul and Body
- Sí Bheag, Sí Mhór = Sí Beag Si Mór
- Sí Beag Sí Mor = Sí Bheag, Sí Mhór
- Sir Arthur Shaen
- Sir Charles Coote
- Sir Edward Crofton
- Sir Festus Burke
- Sir Ulick Burke
- Sorridh Leat a Naomhaig
- Squire Parsons
- Squire Wood’s Lamentation on the Refusal of his Halfpence
- Susanna Kelly

T
- Thomas Burke
- Thomas Judge
- Thomas Morres Jones
- Tobias Peyton
- Two William Davises, The

U
- Uillagan Dubh O

V
- Variations on the Scottish Air « Cock Up Your Beaver »
- Variations on the Scottish Air « When She Cam Ben »

W
- William Eccles
- William Ward

## Interpretaciones
Algunas de sus composiciones son interpretadas por muchos músicos irlandeses, como el grupo Planxty, The Chieftains y The Dubliners, así como por músicos de otros países.
La primera grabación de la obra integral de Carolan ha sido preparada y efectuada por el pianista irlandés J.J. Sheridan.

## Reconocimiento de su obra
Aclamado en vida, aunque más como poeta que como compositor, Carolan murió en la casa de sus benefactores McDermott Roe en 1738. En honor a su popularidad, el velatorio duró 4 días.
Los restos de Carolan descansaron en la cripta familiar de la familia McDermott Roe, en el cementerio de Kilronan (ir: Cill Rónáin), que es la parroquia a la que pertenecen el pueblo de Ballyfarnan y la ciudad de Keadue ((ir.: Céideadh), lugar este último donde se halla ese camposanto. En esa localidad de la provincia de Roscommon se celebra anualmente el Festival de Arpa de Carolan ("O'Carolan Harp Festival"), y hay allí una escuela de verano en memoria de su vida y su obra.
A finales del siglo XVIII, se consignó que un arpista había adquirido más de 100 piezas suyas en partituras, y que el mismo arpista decía que esa no era más que una pequeña parte de la obra de Carolan. Por esa misma época, su música predominaba en los certámenes importantes de arpa que se celebraban en Belfast y en Granard.
El "Concierto de Carolan" ("Carolan's Concerto") se ha empleado como marcha lenta en la ceremonia de saludo a la bandera (Trooping the Colour) que celebran los guardias de infantería del ejército británico (Foot Guards of the British Army).
A principios de los años 80 del siglo XX, se formó en Mohill, la localidad en cuyas afueras de entonces se habían instalado Turlough y Mary, la Asociación por la Memoria de Carolan ("Carolan Memorial Committee"), con el fin de recaudar fondos para honrar al músico tradicional más importante del lugar. La asociación encargó al famoso escultor Oisín Kelly una estatua de Carolan. Así, en 1986 se erigió en la plaza del mercado un monumento de bronce que representa al músico tocando el arpa, y el 10 de agosto de ese año fue inaugurado por el presidente Patrick Hillery. 
En el sur de Belfast, en el barrio de Ballynafeigh, hay una vía pública llamada Carolan Road y una tienda con el nombre de "Carolan Corner" ("El rincón de Carolan").